# Southern Cross (hop)
Southern Cross is een hopvariëteit, gebruikt voor het brouwen van bier.
Deze hopvariëteit is een “bitterhop”, bij het bierbrouwen voornamelijk gebruikt voor zijn bittereigenschappen. Deze variëteit werd op de markt gebracht in 1994 door New Zealand’s HortResearch.

## Kenmerken
- Alfazuur: 12 – 14%
- Bètazuur: 5 – 6%
- Eigenschappen: aroma van citroenschil en dennennaalden